# Cassaniouze
Cassaniouze – miejscowość i gmina we Francji, w regionie Owernia-Rodan-Alpy, w departamencie Cantal. W 2013 roku populacja gminy wynosiła 541 mieszkańców. Przez teren gminy przepływa rzeka Lot. 